# نیکولو نیکولوسی
نیکولو نیکولوسی (انگلیسی: Nicolò Nicolosi؛ ۹ اوت ۱۹۱۲ – ۳ مهٔ ۱۹۸۶) بازیکن فوتبال اهل ایتالیا بود.
از باشگاه‌هایی که در آن بازی کرده‌است می‌توان به باشگاه ورزشی لاتزیو، باشگاه فوتبال ناپولی، باشگاه فوتبال آتالانتا، و باشگاه فوتبال کاتانیا اشاره کرد.